# TY Pyxidis
TY Pyxidis är en dubbelstjärna i mellersta delen av stjärnbilden Kompassen. Den har en högsta skenbar magnitud av ca 6,85 och kräver åtminstone en stark handkikare för att kunna observeras. Baserat på parallaxmätning inom Hipparcosuppdraget på ca 17,7 mas, beräknas den befinna sig på ett avstånd på ca 184 ljusår (ca 56 parsek) från solen. Den rör sig bort från solen med en heliocentrisk radialhastighet på ca 63 km/s.

## Egenskaper

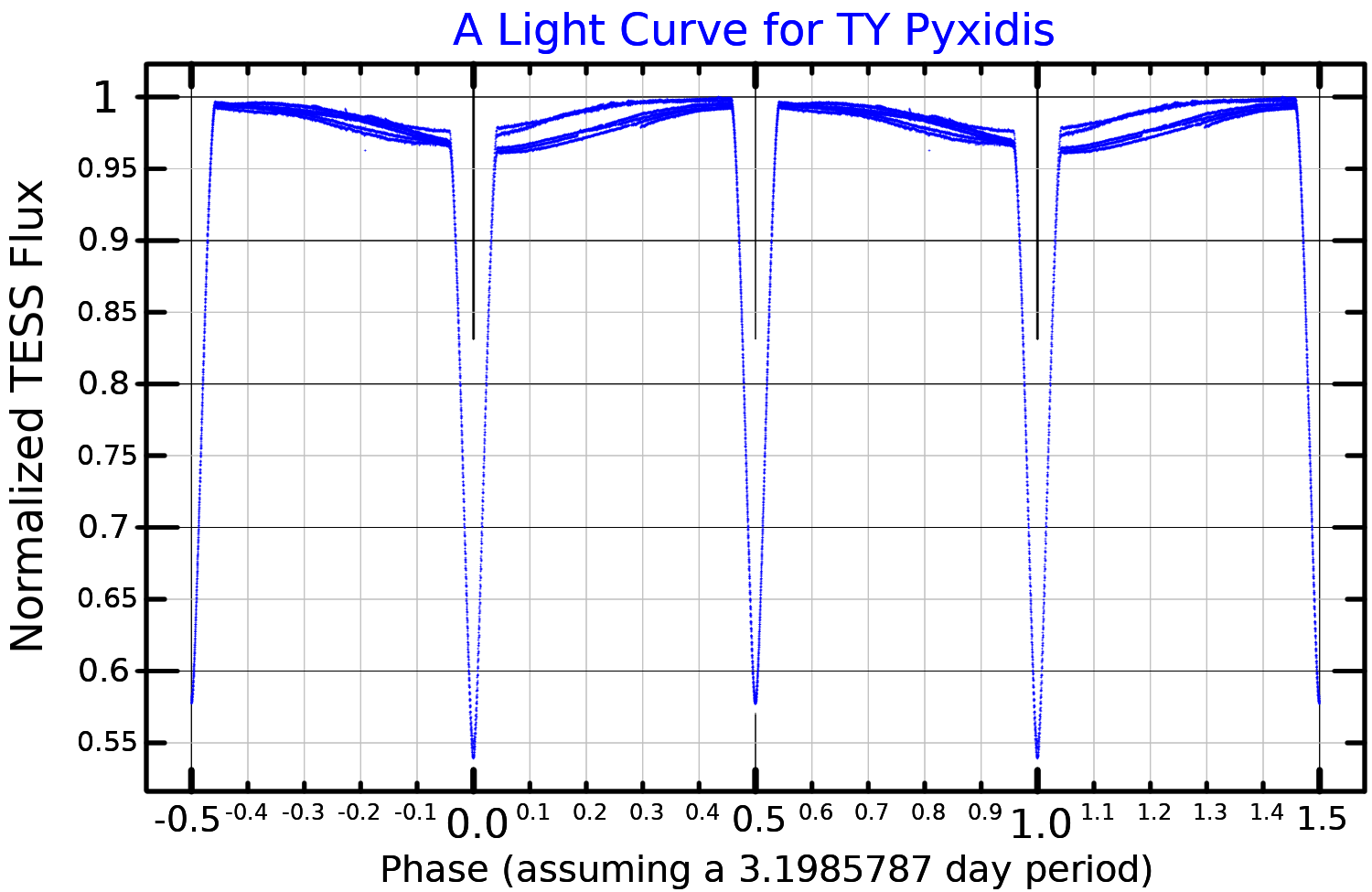
Ljuskurva för TY Pyxidis, plottad från TESS-data.

RZ Pyxidis är en förmörkande dubbelstjärna med skenbar magnitud som varierar från 6,85 till 7,5 med en period av 3,2 dygn. Den klassificeras som antingen en RS Canum Venaticorum-variabel eller en BY Draconis-variabel, stjärnor som varierar på grund av framträdande stjärnfläcksaktivitet. Stjärnparet sänder ut röntgenstrålning, och analysen av emissionskurvan över tid fick forskare att dra slutsatsen att det fanns en slinga av material i en båge mellan de två stjärnorna.
Båda stjärnorna TY Pyxidis är en gul till vit underjättestjärna av spektralklass G5 IV. De har vardera en massa som är ca 1,2 solmassa, en radie som är ca 2,2 solradier och en effektiv temperatur av ca 5 400 K.